# I-37
I-37 — підводний човен Імперського флоту Японії, який брав участь у Другій світовій війні.

## Загальні відомості
Корабель належав до типу B1 (він же клас I-15), представники якого мали великі розміри (їх надводна водотоннажність перевищувала підводний показник океанських підводних човнів США) та могли нести розвідувальний літак або, після переобладнання, мінісубмарину для диверсійних операцій.

## Перший похід
Після двомісячних тренувань у водах метрополії I-37 включили до 8-ї ескадри підводних човнів і 25 травня — 4 червня 1943-го корабель здійснив перехід до порту Пенанг на західному узбережжі Малаї, звідки японські підводні сили провадили операції в Індійському океані. 8 червня I-37 вирушив у своє перше бойове патрулювання.
16 червня 1943-го у центральній частині океану в районі за дев'ять сотень кілометрів на південний схід від острова Дієго-Гарсія I-37 торпедував танкер, що прямував без ескорту в баласті. Далі човен сплив та обстріляв вороже судно артилерією, проте так і не зміг його потопити. Полишений екіпажем корпус танкера дрейфував у східному напрямку кілька тисяч кілометрів перед тим як опинився на мілині біля західного узбережжя острова Суматра.
19 червня 1943-го за дві сотні кілометрів на захід від Мальдівського архіпелагу I-37 потопив транспорт, який перевозив озброєння та вибухівку, що призначались для СРСР. Після цього японці наблизились до рятувальних човнів та конфіскували частину оснащення і припасів, хоча й повернули після огляду воду.
Надалі I-37 провів у Перській затоці рекогносцирування узбережжя, проте досягнути якихось нових успіхів у боротьбі із ворожим судноплавством йому не вдалось. 17 серпня 1943-го човен завершив похід у Пенанзі. Невдовзі I-37 перейшов до Сінгапуру, але у першій декаді вересня повернувся назад.

## Другий похід
20 вересня 1943-го I-37 знову попрямував із Пенангу, на цей раз із завданням діяти біля східного узбережжя Африки, зокрема, з метою розвідки. 11 жовтня літак з I-37 здійснив політ на портом Дієго-Суарес (наразі Анціранана) на північному завершенні острова Мадагаскар, а 17 листопада виконав схоже завдання над гаванню кенійського порту Момбаса.
У проміжку між зазначеними вище розвідувальними польотами I-37 діяв проти ворожого судноплавства. Спершу 23 жовтня 1943-го в районі на північний захід від Мадагаскару йому вдалось потопити грецький транспорт, а от дві атаки на початку листопада у Мозамбіцькій протоці виявились невдалими.
27 листопаду 1943-го вже на зворотному шляху човен в районі за п'ять сотень кілометрів на південний захід від Мальдівів потопив норвезький танкер, який послідовно поцілили двома торпедами. Після цього I-37 сплив на поверхню та добив носову частину, яка ще трималась на воді, із артилерії. Один з рятувальних човнів танкера японці обстріляли із кулемета, що призвело до загибелі восьми моряків.
5 грудня 1943-го I-37 прибув до Пенангу, а за тиждень вирушив до Сінгапуру для ремонту.

## Третій похід
12—15 січня 1944-го човен пройшов назад у Пенанг, але вирушив звідси в черговий похід лише 10 лютого.
14 лютого 1944-го I-37 спершу марно переслідував швидкісний транспорт, а пізніше тієї ж доби перестрів за шість сотень кілометрів на захід від атола Адду (південне завершення Мальдівського архіпелагу) британський танкер, який поцілив двома торпедами та добив артилерією. І цього разу японці відкрили вогонь по рятувальних човнах, що призвело до загибелі 13 моряків. Ще один воєнний злочин екіпаж I-37 здійснив 26 лютого, коли дещо менш ніж за три сотні кілометрів на південний захід від острова Дієго-Гарсія потопив британський транспорт, а потім розстріляв 50 вцілілих з нього (втім, ще 21 особа все-таки вціліла та після багатотижневого перебування у морі була врятована). За три дні по тому I-37 потопив черговий ворожий транспорт, який він зміг перехопити за вісім сотень кілометрів на схід від Сейшельських островів. За вже усталеною схемою рятувальні човни були розстріляні, що призвело до загибелі 45 осіб (ще 7 змогли врятуватись і за кілька діб були підібрані нідерландським пароплавом). Можливо відзначити, що під час повоєнного розслідування японські моряки надали свідчення, що командир I-37 отримав наказ від командувача ескадри про проведення репресивних заходів щодо членів екіпажів потоплених суден. У підсумку командира японського човна засудили до 8 років каторжних робіт.
В наступні кілька тижнів I-37 приділив велику увагу розвідувальній діяльності, яка почалась 3 березня 1944-го із польоту його літака над архіпелагом Чагос (головний острів Дієго-Гарсія). При цьому літак навіть мав з собою дві бомби, але виявити якісь ворожі кораблі не вдалось і на зворотному шляху ці боєприпаси скинули у море. 15 березня літак пролетів над портом Дієго-Суарес (який I-37 вже розвідувала за кілька місяців до того), після чого пілот доповів про виявлення там авіаносця та двох крейсерів. А 7 квітня здійснили розвідувальний політ над островом Пемба (північна частина архіпелагу Занзібар) та Момбасою (так саме удруге після осіннього походу). Під час цієї діяльності човен кілька разів відмовлявся від переслідування виявлених ворожих суден, хоча й зупинив 9 березня індійську джонку. Оскільки остання перевозила кількасот жінок та дітей, їй дозволили продовжити шлях.
20 квітня 1944-го I-37 повернувся до Пенангу. 27 квітня 1944-го човен традиційно рушив до Сінгапуру, але вже за три години після виходу в море за сотню метрів від нього стався сильний вибух, який, ймовірно, спричинила міна, виставлена літаками США або британською субмариною HMS Taurus. На I-37 на якийсь час вимкнулось освітлення, були пошкоджені клапани двох баластних цистерн і човен осів на ґрунт на невеликій глибині. Втім, вранці 28 квітня він зміг повернутись до Пенангу, а 3—5 травня все-таки пройшов до Сінгапуру на ремонт.
9 вересня 1944-го I-37 повернувся до метрополії до Куре, де його переобладнали у носій чотирьох керованих торпед «кайтен», під час чого зняли ангар для літака, катапульту та палубну гармату.

## Рейд на Палау
8 листопада 1944-го I-37 разом зі ще двома човнами, що несли «кайтени», вирушив із Внутрішнього Японського моря для атаки на стоянки ворожих кораблів на заході Каролінських островів (тут американці висадились ще у вересні).
19 листопада 1944-го поблизу рифу Коссол (два десятки кілометрів від північного завершення острова Палау) з американського сітьового загороджувача «Вінтерберрі» помітили I-37. За шість годин по тому ескортні есмінці «Конклін» та «МакКой Рейнольдс» встановили гідроакустичний контакт та розпочали серію атак глибинними бомбами. Приблизно за годину по тому після чергової атаки «МакКой Рейнольдс» стались кілька потужних підводних вибухів, а потім на поверхню спливли численні уламки та нафтові плями.
Разом з І-37 загинули всі 113 осіб, що перебували на борту.

## Бойовий рахунок
| Дата       | Назва            | Тип      | Тоннаж | Місце                          |
| 16.06.1943 | San Ernesto      | танкер   | 8078   | 21°03'S 37°36'E                |
| 19.06.1943 | Henry Knox       | вантажне | 7176   | 1°00'N 71°15'E                 |
| 23.10.1943 | Faneromeni       | вантажне | 3404   | північно-західніше Мадагаскару |
| 27.11.1943 | Scotia           | танкер   | 9972   | 03°00'S 69°08'E                |
| 14.02.1944 | British Chivalry | танкер   | 7118   | 0°50'S 68°00'E                 |
| 26.02.1944 | Sutlej           | вантажне | 5189   | 08°00'S 70°00'E                |
| 29.02.1944 | Ascot            | вантажне | 7005   | 05°00'S 63°00'E                |